# La Guerre contre le Rull
La Guerre contre le Rull (titre original: The War Against the Rull) est un roman de science-fiction, écrit en 1959 par A. E. van Vogt (Canada).
Le roman débute alors que l'humanité doit se défendre contre une race particulièrement agressive. Cette race a une avance technique et biologique considérable face aux humains, mais ceux-ci peuvent compter sur diverses races à l'intérieur d’une fédération de planètes. Un homme incarnera ce désir de vaincre et tentera d'établir une paix durable.
Ce roman est considéré comme une œuvre majeure de van Vogt et fait partie du Cycle du Rull.

## Résumé
Dans un futur lointain, la Terre se trouve à l’intérieur d’une fédération de planètes où la plupart des races extraterrestres coopèrent. Cependant, certaines d'entre elles restent encore imperméables à l’adhésion à cette fédération et par là même fragilisent la défense de la galaxie. 
Parmi elles les Ezwals de la planète Carson dont les aptitudes télépathiques sont inconnues des hommes et qui les empêchent d'installer une base militaire pour lutter contre des ennemis expansionnistes, les Rulls, qui massacrent toute forme de vie intelligente sur leur passage. Trevor Jamieson, un Terrien, va se trouver seul confronté à ces deux ennemis, essayant de convaincre l'un de s'associer avec les Hommes pour lutter contre le deuxième et sauver la fédération.
L'histoire, bien que sur fond de dimension interplanétaire, n'en reste pas moins ciblée sur un homme décidé à obtenir la paix avec les races ennemies. Ceci permet de suivre au plus près sa réflexion et les sentiments qui le hantent.
Vient maintenant un résumé du déroulement de l'histoire.
À la suite du massacre de l'équipage d'un vaisseau par un Ezwal, Jamieson se retrouve à la surface de la planète Eristan II. Alors que sa vie est menacée par les différents monstres qui la peuplent, il tente de s'allier à l'Ezwal. Au contraire des humains, les Ezwals sont particulièrement bien adaptés à ce type d'environnement. Cependant, étant incapable de conduire une navette spatiale, il s'associe, bien qu’avec répugnance à Jamieson pour quitter la planète.
Après avoir déposé l'Ezwal sur sa planète natale, Jamieson propose que les Hommes tentent de faire la paix avec ceux-ci. Les Ezwals dissimulant soigneusement leur aptitude à la télépathie et voulant passer pour une race d’animaux sauvages à l’intelligence peu développée qui massacrent des humains par pure sauvagerie, cette proposition est fraîchement accueillie par les notables. Ces derniers, fomentant un complot pour éliminer Jamieson, l’expédient sur une lune aux conditions extrêmes en compagnie d’une jeune veuve dont le mari a été tué par un Ezwal et qui est acquise à leur cause. Ils se retrouvent notamment face à un Gryb, un animal sanguinaire quasiment indestructible. Jamieson tue le gryb par ruse tout en initiant un changement de mentalité chez sa compagne d’aventures. Elle finira par devenir une alliée lorsque la télépathie des Ezwals sera connue de tous. 
Dans le but de convaincre les notables terrestres d’une paix possible, une mère Ezwal et son petit sont expédiés sur la Terre. Le petit se retrouve seul, le vaisseau porteur s'étant écrasé dans la partie septentrionale de l'Amérique du Nord. Il tente de survivre aux conditions climatiques, tout comme à la fureur des hommes qui le pourchassent. Jamieson sauve le petit Ezwal, le persuade de coopérer  et convainc quelques pairs qu'il est intelligent.
À la suite d'un traquenard, Jamieson se retrouve sur la planète Mira, source d'une arme défensive décisive. Celle-ci contient une jungle peuplée d'êtres férocement carnivores, auquel Jamieson se frotte malgré lui. Il échappe de peu à la mort, tout en aidant à éliminer un réseau d'espions Rull.
Sur la Terre, le fils de Jamieson est pris à partie par des rulls lors de sa quête institutionnelle vers l’âge adulte. Cependant, grâce à l'aide du petit Ezwal télépathe, il déjoue in extremis les plans ennemis. Chemin faisant, il découvre les mystères de la ville qu'il habite. 
Souhaitant vérifier que la race des Ploians existe vraiment, Jamieson utilise les pouvoirs de télépathie de l'Ezwal. Après un court contact avec un membre de cette race invisible à l'œil nu, mais causant différentes pannes électriques, Jamieson reçoit l'ordre de se rendre sur une planète fraîchement découverte, laquelle pourrait servir de base interplanétaire. 
Sur celle-ci, il affronte le chef des Rulls dans un combat singulier. Bien que handicapé, Jamieson met à profit ses connaissances du 
conditionnement de Pavlov pour modifier la perception du Rull vis-à-vis des Hommes. Il s'échappera d'un vaisseau de transport ennemi en ayant recours aux capacités du Ploian.
Quelques années plus tard, les Rulls et les Hommes commenceront à se désengager de cette guerre, les Rulls préférant conquérir d'autres galaxies.